# Национал-коммунизм в Румынии
Национал-коммунизм в Румынии (рум. Național comunismul în România, также "Румынский национал-коммунизм") - термин для обозначения политики, проводимой некоторыми лидерами Социалистической Республики Румыния. Зародился при 1-м Председателе Государственного совета Румынии, Георге Георгиу-Дежe, и активно развился благодаря Николае Чаушеску, который начал в 1971 году в своем манифесте "Июльские тезисы" национально-культурную революцию. Частью национальной мифологии был культ личности Николае Чаушеску и идеализация румынской истории.

## Антисоветская направленность
Начиная с конца 1950-х годов румынский национализм постепенно становился частью официальной идеологии, параллельно с уменьшением влияния славянства, России и Советского Союза в истории Румынии. Кульминацией этого процесса стала "декларация независимости" от апреля 1964 года, когда Румыния официально отказалась от интернационализма.

## Реабилитация деятелей культуры
Коммунистический режим интегрировал все румынское наследие в свою национальную идеологию. Например, правый историк Николае Йорга был реабилитирован за "антифашизм" (был убит Железной гвардией), его работы переиздавались, за исключением тех, которые прямо выступали против коммунизма. Книга Эуджена Ловинеску "История современной румынской цивилизации" была переиздана в сокращенной версии.
Частично реабилитирован был также прогерманский кондукэтор и маршал Румынии - Ион Антонеску, получив гораздо более мягкое обращение, чем раньше, в соответствии с национализмом. Это было частью стратегии включения "великих лидеров" во все повествования румынской истории, чтобы служить культу личности Чаушеску, Антонеску рассматривался скорее как "неправильно понятый патриот", чем как предатель.

## Июльские тезисы
Начиная с 1960-х годов румынское правительство начало проводить политику либерализации политического режима, включая амнистию политических заключенных и предоставление большей свободы выражения мнений, например, в нюансах, которые были уместны в литературе.
Все это закончилось Июльскими тезисами 1971 года, произнесённые Николае Чаушеску. Это установила в стране тоталитарную диктатуру, и положило конец политике либерализации.
Национализм стал повсеместным и самым важным политическим аргументом. Румыны изображались объединенными на протяжении всей своей истории вокруг одного Лидера.
Исторические исследования начали сосредоточиваться на древней эпохе, особенно на дакийской (доримской). "Институт истории партии", специализирующийся на написании монографий о профсоюзах, трудовой борьбе и героях рабочего класса, начал изучать даков, политизируя древнюю историю. В 1980 году румынское правительство отметило 2050-ю годовщину основания унитарного и централизованного государства при Царе Буребисте.